# Tarso Yega
Le Tarso Yega est un volcan bouclier du Tchad situé sur le côté sud-ouest du triangle formé par le massif du Tibesti et culminant à 2 972 mètres d'altitude. Il possède la plus vaste caldeira du massif, avec un diamètre de vingt kilomètres et une profondeur d'environ 300 mètres. C'est un des plus anciens volcans du massif. Administrativement, sa caldeira est entièrement dans la région du Tibesti mais son rebord le plus élevé, au sud, est à cheval avec la région de Borkou.